# Шарин (Черкасская область)
Шарин (укр. Шарин) — село в Уманском районе Черкасской области Украины.
Почтовый индекс — 20346. Телефонный код — 4744.

## Население
Население по переписи 2001 года составляло 528 человек.

### Языковой состав
Родной язык населения по данным переписи 2001 года:
| Язык       | Численность, чел. | Доля     |
| ---------- | ----------------- | -------- |
| Украинский | 512               | 96,97 %  |
| Русский    | 10                | 1,89 %   |
| Другое     | 6                 | 1,14 %   |
| Итого      | 528               | 100,00 % |

## Местный совет
20346, Черкасская обл., Уманский р-н, с. Шарин, ул. Котовского, 1